# Sebring-Vanguard
Sebring-Vanguard Inc. war ein US-amerikanischer Hersteller von Automobilen.

## Unternehmensgeschichte
Das Unternehmen wurde 1974 in Sebring in Florida gegründet. Die Produktion von Automobilen begann. Der Markenname lautete Sebring-Vanguard. 1978 endete die Produktion.
1974 entstanden 608 Fahrzeuge. 1975 stellte mit 1193 Stück den Höchstwert dar. Für 1976 sind 424 Fahrzeuge überliefert. Zahlen für 1977 und 1978 sind nicht bekannt.
Commuter Vehicles setzte die Produktion unter eigenem Namen fort.

## Fahrzeuge
Im Angebot stand das Elektroauto Citicar. Ein Elektromotor trieb die Fahrzeuge an. Die Variante als Nutzfahrzeug wurde Citivan genannt.
Die Sebring Vanguard GmbH aus Frankfurt am Main importierte Fahrzeuge nach Deutschland.